# Henri IV de Mecklembourg
Pour les articles homonymes, voir Henri IV.
Henri IV, dit le Gras (en allemand : Heinrich der Dicke), né en 1417 et mort le 9 mars 1477, est un prince de la maison de Mecklembourg, fils du duc Jean IV. Il fut duc de Mecklembourg-Schwerin de 1422 jusqu'à sa mort.

## Famille
Henri IV appartient à la lignée de Mecklembourg-Schwerin, la première branche de la maison de Mecklembourg. Il est le fils aîné du duc Jean IV de Mecklembourg-Schwerin († 1422), co-régent de son oncle Albert III puis de son cousin Albert V, et de sa seconde épouse Catherine de Saxe-Lauenbourg (en) († 1450), fille du duc Éric IV de Saxe-Lauenbourg. Son père a participé à la fondation de l'université de Rostock en 1419.

## Biographie
Après le décès de son père en 1422 et d'Albert V en 1423, Henri IV de Mecklembourg-Schwerin régna conjointement avec son frère cadet Jean V (1418-1442). Les deux enfants sont placés sous tutelle de leur mère Catherine jusqu'en 1436. Le second fils de Henri, Jean VI, fut co-régent de Mecklembourg-Schwerin de 1439 à 1474.
Le 8 septembre 1436, Guillaume de Mecklembourg, prince de Werle-Güstrow décéda sans héritier masculin et sa principauté revint à la première branche de la maison de Mecklembourg. Après le décès d'Ulrich II de Mecklembourg le 13 juillet 1471, la seigneurie de Stargard revint également au duché de Mecklembourg sous le règne d'Henri IV.
Vers la fin de sa vie, le duc Henri IV transmit les affaires du gouvernement du duché de Mecklembourg à ses fils Albert VI, Magnus II et Balthazar. Après le décès d'Albert VI en 1483, ses frères cadets héritèrent du duché, mais puisque Balthazar n'avait aucun goût pour la gestion des affaires ducales, Magnus II devint de facto jusqu'à sa mort l'unique duc de Mecklembourg.
Henri IV de Mecklembourg fut inhumé à Doberan.

## Mariage et descendance
En 1432, Henri IV de Mecklembourg-Schwerin épouse Dorothée (1420-1491), une fille de l'électeur Frédéric Ier de Brandebourg, issue de la maison de Hohenzollern. Sept enfants sont nés de cette union :
- Albert VI († 1483), co-régent de Mecklembourg-Schwerin de 1438 à 1483, co-duc de Mecklembourg-Güstrow de 1471 à 1474, duc de Mecklembourg-Güstrow de 1474 à 1483, en 1468, il épouse Catherine de Lindau († 1485), (fille du comte Albert de Lindau) ;
- Jean VI (1439-1474), co-régent de Mecklembourg-Güstrow de 1471 à 1474 ;
- Magnus II, duc de Mecklembourg-Schwerin, duc de Mecklembourg ;
- Catherine de Mecklembourg (1442-1452) ;
- Anne de Mecklembourg (1447-1464) ;
- Élisabeth de Mecklembourg (1449-1506), elle devient abbesse du couvent des Clarisses à Ribnitz ;
- Balthazar de Mecklembourg (1451-1507), en 1487, il épouse Marguerite († 1526), fille du duc Éric II de Poméranie.